# CTLA-4
Гликопротеин цитотоксических T-лимфоцитов 4, также CTLA4, или CTLA-4 (англ. cytotoxic T-lymphocyte-associated protein 4; CD152) — мембранный белок, клеточный рецептор суперсемейства иммуноглобулинов, функционирующий как одна из контрольных точек иммунного ответа («чекпойнт»), ингибируя иммунную реакцию. CTLA4 постоянно экспрессирован на регуляторных Т-лимфоцитах, в то время как его экспрессия на T-лимфоцитах повышается только в случае активации последних, что особенно важно при развитии рака. CTLA4 действует как выключатель, когда он связан с CD80 или CD86 на поверхности антигенпрезентирующих клеток. Продукт гена человека CTLA4 или гена мыши Ctla4.

## История
CTLA-4 был впервые описан в 1991 году как второй рецептор для T-лимфоцитарного костимулирующего лиганда B7. В течение нескольких лет публиковались противоречивые данные, описывающие функцию CTLA-4. В 1995 году две лаборатории одновременно обнаружили, что CTLA-4 функционирует как отрицательный регулятор активации T-лимфоцитов.

## Функции
CTLA4 — член суперсемейства иммуноглобулинов, который представлен на поверхности Т-хелперов и передают ингибирующий сигнал на Т-лимфоциты. CTLA4 гомологичен Т-лимфоцитарному ко-стимулирующему белку CD28 и оба белка способны связываться с CD80 (B7-1) и CD86 (B7-2) на антигенпрезентирующих клетках. CTLA4 связывается с CD80 и CD86 с более высокой аффинностью, чем CD28 и потому способен превалировать над последним в связывании с их лигандами. CTLA4 передаёт ингибирующий сигнал на Т-лимфоциты, в то время как CD28 передаёт стимулирующий сигнал. CTLA4 также представлен на регуляторных Т-лимфоцитах и участвует в их ингибирующей роли. Стимуляция Т-лимфоцитов Т-клеточным рецептором или CD28 приводит к повышению экспрессии CTLA4.
Механизм действия CTLA4 на Т-клетки остаётся до конца не ясным. Биохимические исследования предполагают, что CTLA-4 рекрутирует фосфатазу к Т-клеточному рецептору, что приводит к заглушению сигнала. В более поздних исследованиях было предположено, что in vivo CTLA4 связывает и удаляет B7-1 и B7-2 с мембраны антигенпредставляющих клеток, что предотвращает их активацию рецептором CD28.
CTLA4 также модулирует клеточную подвижность и/или перенос сигнала на фосфоинозитид-3-киназу.

## Структура
CTLA4 включает внеклеточный иммунноглобулиновый домен V-типа, трансмембранный домен и цитоплазматический участок. Альтернативный сплайсинг приводит к образованию нескольких изофром белка. Мембраносвязанная форма белка функционирует как димер, связанный дисульфидной связью, в то время как растворимый белок является мономером. Внутриклеточный домен белка похож на таковой активирующего рецептора CD28: он не обладает каталитической активностью и содержит мотив YVKM, который способен связываться с фосфоинозитид-3-киназой, фосфатазой 2 (PP2A) и PTPN11, а также пролин-обогащённый мотив, который связывается с белками, содержащими домен SH3.